# Coniopteryx (Xeroconiopteryx) accrana
Coniopteryx (Xeroconiopteryx) accrana is een insect uit de familie van de dwerggaasvliegen (Coniopterygidae), die tot de orde netvleugeligen (Neuroptera) behoort. 
Coniopteryx (Xeroconiopteryx) accrana is voor het eerst wetenschappelijk beschreven door Meinander in 1975.